# Holotrichia succedanea
Holotrichia succedanea är en skalbaggsart som beskrevs av Matsumoto 2008. Holotrichia succedanea ingår i släktet Holotrichia och familjen Melolonthidae. Inga underarter finns listade i Catalogue of Life.